# 普拉斯凱特 (加利福尼亞州)
普拉斯凱特（英語：Plaskett）是位於美國加利福尼亞州蒙特雷縣的一個非建制地區。該地的面積和人口皆未知。

## 地理
普拉斯凱特的座標為35°55′00″N 121°28′08″W / 35.91667°N 121.46889°W，而該地的平均海拔高度為62米（即203英尺）。